# Alone in the Universe
Albums de Jeff Lynne's ELO
Electric Light Orchestra Live
(2013) From Out of Nowhere
(2019)
Alone in the Universe est le quatorzième album studio d'Electric Light Orchestra, sorti en novembre 2015. Il est presque entièrement réalisé par Jeff Lynne et paraît sous le nom de « Jeff Lynne's ELO ».

## Histoire
Alone in the Universe est le premier album de nouvelles chansons d'ELO depuis Zoom, en 2001. Victime de ventes trop faibles, la tournée de promotion de Zoom est annulée en cours de route, et Jeff Lynne, déçu, retourne à sa carrière de producteur. L'intérêt du public pour le groupe renaît dans les années 2010, comme l'illustre le concert donné à Hyde Park le 14 septembre 2014 devant 50 000 spectateurs. Lynne commence alors à enregistrer un nouvel album à Los Angeles, sur lequel il joue de la quasi-totalité des instruments.

## Titres
1. When I Was a Boy – 3:12
2. Love and Rain – 3:29
3. Dirty to the Bone – 3:06
4. When the Night Comes – 3:22
5. The Sun Will Shine on You – 3:29
6. Ain't It a Drag – 2:34
7. All My Life – 2:50
8. I'm Leaving You – 3:07
9. One Step at a Time – 3:21
10. Alone in the Universe – 3:54

## Certifications
| Pays              | Certification |
| ----------------- | ------------- |
| Royaume-Uni (BPI) | Platine       |